# Différend indo-pakistanais sur l'eau
Le différend indo-pakistanais sur l'eau est un différend survenu entre l'Inde et le Pakistan sur le partage des droits de l'eau sur le fleuve Indus et ses affluents en avril 1948, environ huit mois après leur indépendance. La province indienne du Pendjab oriental (en) a fermé l'eau courante vers la province pakistanaise du Pendjab occidental (en) via les branches principales du canal Upper Bari Doab (en) ainsi que le canal Dipalpur depuis les ouvrages de direction de Ferozepur. Il a été repris après cinq semaines lorsque le Pakistan a accepté d'assister à une conférence Inter-Dominion pour négocier un accord. La nature critique de l'action indienne a provoqué de profondes appréhensions au Pakistan, qui n'ont finalement été résolues qu'avec la signature du traité des eaux de l'Indus en 1960.